# Coraia
Coraia es un género de escarabajos de la familia Chrysomelidae. En 1865 Clark describió el género. Esta es la lista de especies que lo componen:
- Coraia apicicornis Jacoby, 1892
- Coraia clarki Jacoby, 1886
- Coraia maculicollis Clark, 1865
- Coraia subeyanescens (Schaffer, 1906)